# Kujawki (powiat gnieźnieński)
Kujawki – kolonia w Polsce położona w województwie wielkopolskim, w powiecie gnieźnieńskim, w gminie Gniezno.
W latach 1975–1998 miejscowość administracyjnie należała do województwa poznańskiego.
Miejscowość położona jest nad jeziorem Modrze.